# Robert Bertil Poppius
Robert Bertil Poppius (ur. 28 lipca 1876 w Kirkkonummi, zm. 27 listopada 1916 w Kopenhadze) – szwedzkojęzyczny fiński entomolog, specjalizujący się w hemipterologii i koleopterologii.
Urodził się w 1876 roku w Kirkkonummi. Był synem adwokata Fredrika Wilhelma Poppiusa oraz Alexandry Antoniy Sesemann. Studiował na Uniwersytecie Helsińskim. W 1900 roku otrzymał tam kolejno tytuły bakałarza i magistra, w 1912 roku licencjata, a w 1914 roku doktora. Od 1900 do 1914 roku zatrudniony był w Muzeum Zoologicznym w Helsinkach, do 1912 roku jako adiunkt, a potem jako kustosz. Od 1901 do 1914 roku pracował ponadto jako nauczyciel historii naturalnej w szwedzkojęzycznych szkołach w Helsinkach.
Poppius specjalizował się w taksonomii i faunistyce pluskwiaków różnoskrzydłych i chrząszczy. Szczególnie duży wkład wniósł w badania nad afrotropikalną i orientalną fauną pluskwiaków z infrarzędu Cimicomorpha, zwłaszcza z rodziny tasznikowatych. Duża część jego zbioru zdeponowana jest w Fińskim Muzeum Historii Naturalnej.